# Libération (journal marocain)
Pour les articles homonymes, voir Libération.
Libération est un quotidien d'informations marocain paru en 1964. Il est le quotidien en langue française du parti de gauche USFP (Union socialiste des forces populaires). Son homologue arabophone est Al Ittihad al Ichtiraki.